# Hanna Hattab
Hanna Hattab (* 22. März 1989) ist ein syrischer Fußballschiedsrichter. Seit 2015 steht er als dieser auf der FIFA-Schiedsrichterliste.

## Karriere

### Klubmannschaften
Wann sein Debüt in seiner nationalen Liga war, ist nicht bekannt. Sein Debüt bei internationalen Spielen gab er dann aber im August 2016 bei einem Qualifikationsspiel für den AFC Cup 2017. Später leitete er dann auch noch weitere Spiele in der Gruppenphase dieser Ausgabe des AFC Cup. Auch in den folgenden Jahren leitete er auch Spiele bei dem Turnier. Zudem leitete er dann erstmals im Februar 2019 auch ein Qualifikationsspiel der AFC Champions League. Dort leitete er dann ab der kommenden Saison 2020 auch Spiele in der Gruppenphase. Im August 2023 leitete er zudem ein Spiel des Arab Club Champions Cup 2023.
Abseits seiner eigenen Liga, gastiert er auch schon in weiteren nationalen Ligen. So leitete er im April 2017 zwei Spiele in der Lebanese Premier League.

### Nationalmannschaften
Das erste bekannte Länderspiel, welches er leitete, war am 2. Juni 2016 ein Qualifikationsspiel für die Asienmeisterschaft zwischen Tadschikistan und Bangladesch. Danach wurde er auch für sein erstes Turnier nominiert, wo er die Leitung eines Gruppenspiels bei der U-19-Asienmeisterschaft 2016 übernahm. Zwei Jahre später, übernahm er dann auch bei der nächsten Ausgabe des Turniers, bei ein paar weiteren Spielen die Leitung. Im selben Jahr übernahm er auch Spiele bei der Südasienmeisterschaft 2018, schlüpfte hier aber auch manchmal den Posten als Vierter Offizieller. Auch bekam er später Einsätze bei verschiedensten weiteren Qualifikationsspielen für Weltmeisterschaften.
Im Jahr 2020 leite er dann ein Gruppenspiel bei der diesjährigen U-23-Asienmeisterschaft. Wo er von den beiden katarischen Assistenten Taleb al-Marri und Saud al-Maqaleh unterstützt wurde. Bei der nächsten Ausgabe übernahm er dann nebst einem Gruppenspiel auch eines der Viertelfinalspiele. Bei der Asienmeisterschaft 2022 der Frauen und der U-17-WM der Frauen 2022 half er zudem noch als Videoschiedsrichter aus.
Er wurde für die Asienmeisterschaft 2024 nominiert und wird dort ein Team leiten, bei welchem er von Ali Ahmad und Mohamad Kazzaz als Assistenten unterstützt wird.